# Paulo Emilio Frossard Jorge
Paulo Emilio Frossard Jorge (Espera Feliz, 3 januari 1936 - São José dos Campos, 17 mei 2016) was een Braziliaans voetbaltrainer.
Hij heeft als hoofdtrainer bij diverse Braziliaanse clubs gewerkt zoals Portuguesa, Santa Cruz FC, Fluminense FC, CR Vasco da Gama, Botafogo FR en Santos FC.
In 1994 werd hij bij Cerezo Osaka trainer. In 1994 behaalde de ploeg in de Japan Football League het kampioenschap en kreeg derhalve toestemming om toe te treden tot de J1 League.